# Stadion Junost w Armawirze
Stadion Junost – wielofunkcyjny stadion w Armawirze, w Rosji. Został otwarty w 1925 roku. Może pomieścić 5000 widzów. Swoje spotkania rozgrywają na nim piłkarze klubu FK Armawir.